# José Luis Mumbiela Sierra
José Luis Mumbiela Sierra (Monzón, Huesca, Aragón, 27 de mayo de 1969) es un obispo católico, misionero y teólogo español. Es políglota, ya que habla los idiomas español, inglés y ruso. Desde el día 8 de mayo de 2011, es el Obispo de la Diócesis de la Santísima Trinidad en Almaty, situada en Kazajistán.

## Biografía
Nacido en el municipio aragonés Monzón de la provincia de Huesca, el 27 de mayo de 1969. Tras finalizar sus estudios primarios y secundarios, al descubrir su vocación religiosa entró en el seminario donde realizó su formación eclesiástica y a su vez estudió Teología, llegando a licenciarse en 1994 por la Universidad de Navarra. Un año más tarde el día 25 de junio de 1995, fue ordenado sacerdote en la Catedral de la Seu Vella, por el obispo mons. Ramón Malla Call para la Diócesis de Lérida.
Tras su ordenación como sacerdote, en ese mismo año fue nombrado vicepárroco y vicario de la Iglesia de San Pedro de Fraga (Huesca), hasta 1998 que ocupó otros puestos. Durante esta época también regresó a la Universidad de Navarra, donde el 30 de junio de 1997 obtuvo un Doctorado en Teología.
En el mes de febrero de 1998 fue enviado a Kazajistán como sacerdote misionero "Fidei Donum", a la Diócesis de la Santísima Trinidad en Almaty, donde comenzó desempeñándose como vicario en la parroquia de Shymkent y posteriormente fue prefecto de Ciencia y vicerrector del Seminario Mayor Interdiócesano de la ciudad de Karagandá, del cual tiempo más tarde en 16 de junio de 2007, se convirtió en rector del mismo.
Todas estas labores, siempre las ha compaginado con su labor como misionero en el país asiático.
El día 5 de marzo de 2011, el papa Benedicto XVI lo nombró como nuevo Obispo titular de la Diócesis de la Santísima Trinidad en Almaty, de la cual pertenece desde que llegó a Kazajistán en 1998. Su anterior obispo mons. Henry Theophilus Howaniec (O.F.M.), renunció al cargo por razones de edad tras haber cumplido ochenta años. José Luis, recibió la consagración episcopal el día 8 de mayo de ese mismo año, en la catedral diocesana y a manos de su consagrante el actual arzobispo español y nuncio apostólico del país, de Kirguistán y Tayikistán, mons. Miguel Maury Buendía y teniendo como co-consagrantes al obispo de Teruel y Albarracín mons. Carlos Manuel Escribano Subías y al obispo de María Santísima en Astaná mons. Tomasz Peta.
Es el presidente de la Conferencia Episcopal de Kazajistán.